# فیل جکسون
فیلیپ داگلس جکسون (به انگلیسی: Phil Jackson) متولد ۱۹۴۵ مونتانا، مشهور به فیل جکسون، بازیکن حرفه‌ای سابق ان بی ای، و مربی پر آوازهٔ حاضر بسکتبال آمریکایی است. او در زمان جوانی برای نیویورک نیکز بازی کرد، و بین سالهای ۱۹۸۹ تا ۱۹۹۸ مربی تیم شیکاگو بولز، و مربی مایکل جردن بود. در این مدت او ۶ بار آنها را قهرمان ان بی ای کرد. جکسون پس از دوران شیکاگو بولز تا کنون مربی تیم لس آنجلس لیکرز بوده‌است، که آنها را ۵ بار نیز به قهرمانی رسانده‌است. او به دلیل داشتن تکنیکهای خاص در کار خود، به «استاد ذن» مشهور است.